# はらみちを
はら みちを（本名：梶原 充雄（かじはら・みつお）、1928年6月11日 - 2021年5月12日）は日本の画家、詩人、エッセイスト。

## 人物・来歴
1928年（昭和3年）、兵庫県神戸市出身。幼少時から脳性小児麻痺の影響で手足が不自由であった。1935年（昭和10年）、父の転勤に伴い、当時国民党政権下の山東省青島市に移住したが、2年後の1937年（昭和12年）に父が病死して帰国。母の実家がある広島県山県郡大朝町（現・北広島町）に移住した。麻痺のため、もっぱら母に背負われて通学した。1944年（昭和19年）大朝町立国民学校高等科を卒業。そのまま大朝町で時計修理と印鑑作りの仕事についた。
40歳を過ぎてから「母・子・ふるさと」をテーマとした創作活動を始め、1968年（昭和43年）に店を畳み専業作家となる。この年、広島市東区牛田旭に移住し、アトリエを構える。このアトリエの裏地にある竹藪が、1945年（昭和20年）における広島市への原子爆弾投下において多くの被爆者が避難したという実話を元に、1983年（昭和58年）、絵本『ピカドンたけやぶ』を執筆した。1986年（昭和61年）、北原白秋生誕100年記念の懸賞で、童謡作詞最優秀賞に選出された。
1988年（昭和63年）には日ソ文化使節団として、詩の朗読と作品100点の巡回展を開催。全国各地で詩画展覧会を開催する。傍ら、障害者を励ます会などの福祉事業にも積極的に取り組み、1989年に社会参加促進功労賞厚生大臣賞、1997年（平成9年）には国際ソロプチミスト社会貢献賞を受賞している。
1995年（平成7年）に双三郡君田村（現三次市君田町）の小学校にて講演会・個展を開いてから、君田村との交流が始まり、2004年（平成16年）、君田町に美術館建築のプランが持ち上がると同町に作品294点を寄贈。2年後の2006年（平成18年）、道の駅ふぉレスト君田施設内にはらみちを美術館が開館した。
2014年（平成26年）、牛田旭のアトリエがマンション開発用地となったため、君田町の障害者福祉施設に入居。
2021年（令和3年）5月12日、老衰のため三次市内の病院で死去。92歳没。

## 受賞
- 中国新聞80周年記念論文「人間」最優秀賞（昭和45年）
- サンケイオピニオン「教室の理想像」特選（昭和46年）
- トヨタ自動車40周年論文「文明にとって車とは」優秀賞（昭和52年）
- 国際アビリンピック 広告美術部門入賞（昭和56年）
- 北原白秋生誕100年記念　童謡作詞最優秀賞（昭和61年）
- 障害者の日キャラクター最優秀賞（平成3年）
- 国際ソロプチミス日本財団社会貢献賞（平成10年）
- ありのまま自立功績賞（平成14年）

## 作品
- お母さんの背中で : 詩画集（講談社、1974年）
- お母さんのランドセル : 詩画集（講談社、1976年）
- とび出せ車椅子!（講談社、1978年）
- おんぶ（岩崎書店、1979年）
- いっしょうけんめい（国土社、1980年）
- お母さん : はらみちを画集（岩崎書店、1981年）
- がんばれがんばれ（国土社、1982年）
- ピカドンたけやぶ（岩崎書店、1983年）
- お母さんお元気ですか（主婦の友社、1985年）
- お母さんのそばがいい（PHP研究所、1987年）
- 花に叱られる : はらみちを句画集（岩崎書店、1989年）
- いったいぜんたい何みたんや（こずえ、1989年）
- 玲子ちゃん : 詩集（ぶどう社、1989年）
- この世は見事な曼荼羅じゃ（ぶどう社、1989年）
- それゆけクッピー（岩崎書店、1992年）
- 南の島ルソンから : 戦地の兄との交信（岩崎書店、1995年）
- おじいちゃんの銀時計（らくだ出版、1995年）
- いのちを抱く（旬報社、1998年）
- ここにいるよ : エッセイ集（渓水社、2004年）

### 共著
- みえない声援 : エッセイ集（健友館、1982年）
- 赤いくつ（文:郭充良、こども書房、1992年）
- まっ黒つちまっ白もち : ぼくらの豊平農業小学校（文:児玉辰春、農山漁村文化協会、1993年）

## 顕彰施設
- はらみちを美術館（広島県三次市君田町。道の駅ふぉレスト君田施設内）